# Destrucción israelí de cementerios y necroviolencia contra los palestinos
El ejército israelí ha destruido o dañado al menos dieciséis cementerios en la Franja de Gaza durante la guerra de Gaza, según lo determinado por diversas investigaciones realizadas por CNN, The New York Times y el Euro-Mediterranean Human Rights Monitor.
Según Israel, la destrucción que ha llevado a cabo de los cementerios gazatíes ha tenido como objetivo principal buscar los cadáveres de los rehenes israelíes y, en el caso del cementerio de Beit Hanun, destruir lo que afirmaban que era un centro de mando Hamás en un túnel que se encontraba directamente bajo el cementerio. Sin embargo, el ejército israelí no presentó pruebas al respecto y CNN no pudo verificar la ubicación de dicho túnel después de buscar sin resultado una entrada al mismo en los terrenos del cementerio.
En términos más generales, hay informes de diversas formas de necroviolencia contra los cadáveres de palestinos en la actual ocupación de Cisjordania y de la Franja de Gaza. Además de la profanación o destrucción de cementerios, estas prácticas incluyen la denegación de la entrega de los cadáveres palestinos a sus familias y los llamados «cementerios de números», donde las tumbas están marcadas sólo con números y no con nombres, deshumanizando así a los fallecidos.

## Destrucción de cementerios en la Franja de Gaza
Israel ha llevado a cabo una serie de actividades militares en cementerios de la Franja de Gaza, incluido el establecimiento de bases militares y, según el propio ejército israelí, la exhumación de cadáveres con el fin de intentar localizar los cuerpos de los rehenes. En palabras del ejército israelí, se han llevado a cabo «operaciones precisas de rescate de rehenes en los lugares específicos donde la información indicaba que podían estar ubicados los cuerpos de los rehenes».
La destrucción deliberada de lugares sagrados es un crimen de guerra si se realiza sin necesidad militar.
| Ciudad o barrio                   | Nombre del cementerio                                                                     | Destrucción expuesta por: 1. The New York Times; 2. Euromed; 3. CNN | Destrucción expuesta por: 1. The New York Times; 2. Euromed; 3. CNN | Destrucción expuesta por: 1. The New York Times; 2. Euromed; 3. CNN | Destrucción expuesta por: 1. The New York Times; 2. Euromed; 3. CNN | Destrucción expuesta por: 1. The New York Times; 2. Euromed; 3. CNN |
| Ciudad o barrio                   | Nombre del cementerio                                                                     | Fecha                                                               | Descripción | 1                                                                   | 2                                                                   | 3                                                                   |
| --------------------------------- | ----------------------------------------------------------------------------------------- | ------------------------------------------------------------------- | --- | ------------------------------------------------------------------- | ------------------------------------------------------------------- | ------------------------------------------------------------------- |
| Gaza, cerca del Hospital al-Shifa | Al-Baṭsh البطش                                                                            | Enero de 2024                                                       | Las fuerzas israelíes destruyen el cementerio y la mayoría de los cuerpos son «extraídos, desmembrados y saqueados, así como algunas de las lápidas». |                                                                     | x                                                                   |                                                                     |
| Shujaiya الشجاعية                 | Cementerio tunecino مقبرة التوانسي                                                        |                                                                     | Las fuerzas israelíes arrasan parte del cementerio, arrancan lápidas y aparcan los vehículos militares junto a ellas. | x                                                                   |                                                                     |                                                                     |
| Shujaiya الشجاعية                 | Sin especificar, «más pequeño que el Tunecino» (¿cementerio de Shujaiya?) مقبرة الشجاعية) |                                                                     | Vehículos militares israelíes destruyen docenas de tumbas. | x                                                                   |                                                                     | x                                                                   |
| Jeque Ijlin الشيخ عجلين           | Cementerio del Jeque Ijlin الشيخ عجلين                                                    |                                                                     | Destrucción | x                                                                   |                                                                     | x                                                                   |
| Jeque Radwan الشيخ رضوان          | Cementerio del Jeque Radwan الشيخ رضوان                                                   |                                                                     | |                                                                     | x                                                                   |                                                                     |
| Plaza Palestina ميدان فلسطين      | Cementerio del Jeque Shaaban لشيخ شعبان                                                   | Diciembre de 2023                                                   | Buldóceres israelíes destruyen el cementerio y aplastan los cadáveres extraídos. |                                                                     | x                                                                   |                                                                     |
| Zeitún الزيتون                    | Iglesia de San Porfirio كَنِيسَة الْقِدِّيس بُرْفِيرْيُوس                                             |                                                                     | |                                                                     | x                                                                   |                                                                     |
| Tuffah التفاح                     | Cementerio de Tuffah التفاح                                                               | Antes de enero de 2024                                              | El ejército israelí exhuma los cadáveres y aplasta las tumbas. |                                                                     | x                                                                   | x                                                                   |
| Tuffah التفاح                     | Cementerio de Ali ibn Marwan جامع ابن مروان                                               |                                                                     | |                                                                     | x                                                                   |                                                                     |
| Jabalia جباليا                    | Cementerio de Al Falouja مقبرة الفالوجا                                                   |                                                                     | Profanado por el ejército israelí, que destruye las lápidas, remueve el suelo y deja las huellas de los tanques por todo el cementerio. | x                                                                   | x                                                                   | x                                                                   |
| Beit Hanun بيت حانون              | Cementerio de Beit Hanoun بيت حانون                                                       |                                                                     | | x                                                                   |                                                                     |                                                                     |
| Beit Lahia بيت لاهيا              | Cementerio Shuhada شُهَدَاء                                                                  |                                                                     | Destrucción | x                                                                   |                                                                     | x                                                                   |
| Campamento de Bureij البريج       | Nuevo Cementerio de Bureij مقبرة البريج الجديدة                                           |                                                                     | El ejército israelí conduce un tanque con reporteros de la CNN en su interior por una carretera de tierra construida sobre un cementerio recientemente destruido por tanques israelíes. Las tumbas eran aún visibles a ambos lados de la carretera de tierra recientemente construida. |                                                                     |                                                                     | x                                                                   |
| Jan Yunis خان يونس                | Cementerio Central de Jan Yunis خان يونس                                                  |                                                                     | Las fuerzas israelíes dañan gravemente las tumbas y sacan los cadáveres. El ejército israelí reconoce haber exhumado cadáveres buscando los cuerpos de los rehenes israelíes. |                                                                     |                                                                     | x                                                                   |
| Bani Suheila بني سهيلا            | Cementerio de Bani Suheila بني سهيلا                                                      | Entre diciembre de 2023 y enero de 2024                             | Destrucción deliberada y progresiva a lo largo de dos semanas, así como construcción de fortificaciones defensivas sobre el cementerio. |                                                                     | x                                                                   | x                                                                   |

En diciembre de 2023, The New York Times publicó un informe en el que denunciaba que las fuerzas israelíes habían arrasado ya seis cementerios en la Franja de Gaza: 
- El Cementerio Tunecino en Shujaiya, un barrio de Gaza.
- Un cementerio más pequeño también en Shujaiya.
- El cementerio de Al-Falouja en Jabalia.
- El cementerio de Beit Hanun.
- El cementerio del barrio del Jeque Ijlin, en Gaza.
- El cementerio de Beit Lahia.

The New York Times informó de que en el cementerio de Shujaiya, un barrio de la ciudad de Gaza, las fuerzas israelíes arrasaron parte del cementerio tunecino; en un cementerio más pequeño, también en Shujaiya, vehículos militares israelíes destruyeron decenas de tumbas; en el cementerio de Al-Faluja las fuerzas israelíes dañaron numerosas tumbas; también destruyeron parte del cementerio de Beit Hanun, en el norte de la Franja de Gaza; además demolieron los cementerios de Sheikh Ijlin, en la capital gazatí, y de Beit Lahia, en el norte de la Franja de Gaza.

### Informe del Euro-Mediterranean Human Rights Monitor
El 16 de enero de 2024, la ONG Euro-Med Human Rights Monitor informó de la destrucción y profanación de más cementerios de Gaza que los que había citado The New York Times. En concreto, denunció la destrucción de hasta doce cementerios, aunque tan solo enumeró nueve de ellos. También informó de que se habían exvavado grandes agujeros en los cementerios como resultado de los frecuentes ataques israelíes, los cuales habían destrozado docenas de tumbas, dispersando y destrozando los cadáveres contenidos en ellas. Además, esta ONG denunció que se habían excavado tumbas y se se habían robado cadáveres de activistas palestinos en el cementerio Al-Falouja de Jabalia.
Rami Abdu, director del Euro-Med Human Rights Monitor, denunció la profanación del cementerio de Tuffah por parte del ejército israelí y afirmó que las excavadoras israelíes habían excavado y destruido el cementerio sin piedad. El gobierno palestino en Gaza condenó al ejército israelí por destrozar 1.100 tumbas allí, así como por robar 150 cuerpos. Además, informó de que las excavadoras israelíes habían arrasado el cementerio, lo que resultó en la profanación de los fallecidos, algo que calificó de «crimen atroz».
Los cementerios citados fueron los siguientes: 
1. Cementerio de Tuffah.
2. Cementerio de Al-Batsh. El cementerio de Al-Batsh se estableció en octubre de 2023 para enterrar a los cadáveres no identificados del complejo del Hospital Al-Shifa. Las fuerzas israelíes arrasaron Al-Batsh a principios de enero de 2024 y la mayoría de los cuerpos fueron «sacados, desmembrados y saqueados, junto con algunas de las lápidas».
3. Cementerio del Jeque Shaaban en la Plaza Palestina (Gaza). Del 17 al 20 de diciembre, el ejército israelí aplastó los cadáveres del cementerio.
4. Un cementerio a 1,7 kilómetros al este de Jan Yunis, destruido el 20 de diciembre de 2023.
5. Cementerio de Al-Falouja de Jabalia.
6. Cementerio de Ali bin Marwan.
7. Cementerio del Jeque Radwan.
8. Cementerio de la Iglesia de San Porfirio de Gaza.
9. Cementerio Al-Shuhada de Beit Lahia.

La destrucción deliberada de lugares religiosos sin necesidad militar constituye un crimen de guerra.

### Informe de NBC
El 17 de enero de 2024, solo un día después de la publicación del informe de Euro-Med Human Rights Monitor, la cadena estadounidense NBC informó que, a principios de esa semana, las tropas israelíes habían dañado gravemente el Cementerio Central de Jan Yunis, cerca del Hospital Nasser, arrasándolo con buldóceres, destrozando lápidas, dañando féretros y desenterrando tumbas en las que había restos humanos. El ejército israelí aseguró que el incidente era parte de una operación precisa para localizar y recuperar los cuerpos de los rehenes tomados por Hamás, y enfatizó lo que denominó un tratamiento respetuoso de los muertos, asegurando que devolvía con dignidad los cadáveres no identificados como rehenes. Ramy Abdu, presidente del Euro-Med Human Rights Monitor, informó de que el ataque, teniendo en cuenta también otros ataques previos a cementerios palestinos, indicaba que Israel «viola sistemáticamente la santidad de los fallecidos y de sus tumbas». En otro informe de la cadena CNN, Israel reconoció explícitamente que estaba exhumando cadáveres de los cementerios de Gaza para comprobar si algunos de ellos eran de rehenes israelíes.

### Informe de CNN
El 20 de enero de 2024, la cadena estadounidense CNN informó de que un total de dieciséis cementerios de Gaza habían sido dañados y publicó fotos del antes y el después de varios de ellos:
1. Cementerio Central de Jan Yunis.
2. Cementerio de Shujaiya (Gaza).
3. Cementerio de Bani Suheila («destrucción deliberada y progresiva y creación de fortificaciones defensivas durante al menos dos semanas a finales de diciembre y principios de enero»).
4. Cementerio Nuevo de Bureij, un campamento de refugiados palestinos en el centro de Gaza («se veían tumbas a ambos lados de una carretera de tierra recién excavada»).
5. Cementerio de Al-Falouja de Jabalia.
6. Cementerio de Tuffah (Gaza).
7. Cementerio del Jeque Ijlin (Gaza).

En los cementerios de Al Falouja, Tuffah y el Jeque Ijlin, CNN informó de que «se encontraron lápidas destruidas y huellas que indicaban que vehículos blindados o tanques habían pasado por encima de las tumbas».
En el informe, la codirectora del Instituto de Derecho, Ética y Conflictos Armados de la Universidad de Oxford, Janina Dill, afirmó que atacar o destruir cementerios es una violación del derecho internacional, salvo en muy contadas ocasiones en las que el propio cementerio es un objetivo militar.

### Otros informes y noticias
El 16 de enero, los habitantes del distrito de Tuffah tuvieron que volver a enterrar los cadáveres de su cementerio después de que el ejército israelí los exhumara y destrozara sus tumbas. A finales de ese mismo mes, la aviación israelí destruyó un cementerio islámico en Bani Suheila.

### Versión israelí

#### Cementerio de Bani Suheila
Hasta el 30 de enero de 2024, el ejército israelí no aclaró los motivos que habían llevado a las numerosas destrucciones de cementerios, al establecimiento de puestos militares en ellos, a la creación de carreteras sobre ellos, ni tampoco la presencia de vehículos militares en zonas donde anteriormente habían tumbas. Sin embargo, el ejército israelí explicó que no había una política deliberada que dictara la transformación de cementerios en puestos militares.
Sin embargo, ese 30 de enero, el ejército israelí afirmó haber descubierto una sala de operaciones de Hamás en un túnel subterráneo que, según afirmaba, se encontraba unos veinte metros por debajo del cementerio Bani Suheila. Israel sostuvo que el túnel contenía explosivos, puertas corredizas y alojamiento para combatientes de Hamás. Entre los supuestos descubrimientos se encontraba lo que el ejército israelí alegó que era la oficina del comandante del Batallón Oriental de la Brigada Jan Yunis y, por lo tanto, según su versión, era un centro de comando usado para los ataques del 7 de octubre. El ejército israelí también afirmó que había encontrado lo que afirma que eran salas de operaciones, una sala de guerra del batallón y dormitorios de altos oficiales de Hamás. El túnel, parte de un laberinto de túneles subterráneos construido por Hamás, fue destruido por zapadores después de ser examinado. Israel sostuvo que Hamás había utilizado el túnel para operaciones de combate contra fuerzas israelíes.
El ejército israelí permitió a CNN visitar el cementerio y sus alrededores durante tres horas, pero no le permitió ver la supuesta entrada del túnel que, según las autoridades israelíes, estaba dentro del cementerio. CNN visitó el túnel pero no pudo determinar si estaba debajo del cementerio o no. El ejército israelí solo permitió la entrada al túnel desde fuera del perímetro del cementerio y, posteriormente, proporcionó imágenes tomadas con un dron de esa supuesta entrada, así como de una entrada diferente fuera del perímetro. CNN retransmitió imágenes del cementerio completamente destruido, profanado y excavado, daños que según el ejército israelí fueron necesarios para encontrar y destruir el túnel.

## Destrucción de cementerios en Líbano
El 20 de octubre de 2024, en el contexto de la invasión israelí del Líbano de 2024, la televisión estatal libanesa NNA informaba de que unos buldóceres israelíes habían arrasado el cementerio de la localidad de Blida, a apenas unos kilómetros de la frontera con Israel.

## Otras formas de necroviolencia israelí contra los palestinos

### En la guerra de Gaza
Las fuerzas israelíes ya fueron acusadas de necroviolencia en 2020, cuando una excavadora recogió un cadáver violentamente del suelo. El 30 de enero de 2024, los cuerpos de 100 personas capturadas por las fuerzas israelíes fueron enterrados nuevamente en una fosa común en Rafah, y fuentes médicas informaron de que a algunos cuerpos les faltaban órganos.
En 2019, la Corte Suprema de Israel permitió que no se entregasen los cuerpos de presuntos agresores palestinos sus familias, lo que llevó a Defense for Children International a afirmar que las autoridades israelíes estaban violando el derecho internacional humanitario y los derechos humanos confiscando el cuerpo de un niño palestino de 14 años en Cisjordania.
En febrero de 2024, Emek Shaveh, una ONG de arqueólogos israelíes, denunció que los judíos ortodoxos de Jerusalén Oeste habían asaltado un santuario musulmán y vandalizado las tumbas musulmanas. En marzo, un ataque aéreo israelí de un F-16 contra un cementerio construido recientemente en Jabalia provocó que restos humanos salieran del suelo y fuese necesario volver a enterrarlos. El 7 de marzo, Israel devolvió los cadáveres de 47 personas cuyos cuerpos habían sido incautados durante el asalto del Hospital Nasser. El 9 de marzo, se registró cómo colonos israelíes destrozaban y profanaban lápidas en el cementerio Bab al-Rahma, en Jerusalén Este. En abril de 2024, el Ministerio de Asuntos Religiosos de Gaza declaró que el ejército israelí había mutilado cadáveres, incluidas decapitaciones y desmembramientos post mortem. El 5 de agosto, las autoridades palestinas denunciaron que las tropas israelíes se habían llevado más de 2000 cadáveres de docenas cementerios gazatíes en el curso de la guerra, y que muchos de ellos habían sido devueltos «profanados».
El 11 de julio de 2025, las autoridades de Gaza acusaron al Ejército israelí de arrasar con tanques y excavadoras un cementerio ubicado en la zona de Al Mawasi, en el sur de la Franja de Gaza, así como exhumar las tumbas de los muertos. Hecho que describieron como un «horrendo crimen» que «trasciende los límites de la humanidad» y es un «comportamiento brutal y criminal que no está aprobado ni por la religión ni por la ley».

### En Cisjordania
El 20 de septiembre de 2024, las tropas israelíes abatieron a tres milicianos en el curso de una incursión en la localidad de Qabatiya, en la gobernación de Yenín. Para bajar los cadáveres de las azoteas, primero recurrieron a buldóceres que no lograron derribar los edificios, por lo que varios soldados subieron a las azoteas y lanzaron desde allí los cadáveres al suelo. La secuencia fue grabada en vídeo y difundida por un periodista de Associated Press. Según el derecho internacional, los cuerpos de los combatientes deben ser siempre tratados con dignidad.

### Métodos de necroviolencia israelí en curso
Aymun Moosavi, estudiante de Estudios de Conflictos Internacionales en el King's College de Londres, y Randa May Wahbe, candidata al doctorado en antropología de la Universidad de Harvard, han descrito la necroviolencia israelí como un proceso continuo e ininterrumpido que incluye:
- «Pérdida ambigua»: almacenamiento de los cadáveres de palestinos en congeladores, impidiendo así que las familias palestinas puedan enterrar sus restos.
- «Cementerios de números»: cementerios donde las tumbas están marcadas sólo con números y no con nombres, deshumanizando así a los muertos.
- Demolición de cementerios históricos.